# شاة برورمرده (مقاطعة دلفان)
شاة برورمرده (بالفارسية: شاه پرورمرده) هي قرية تقع في قسم ايتيوند الجنوبي الريفي (مقاطعة دلفان) في إيران. يقدر عدد سكانها بـ 22 نسمة بحسب إحصاء 2016.